# Caligo philinos
Caligo philinos är en fjärilsart som beskrevs av Hans Fruhstorfer 1903. Caligo philinos ingår i släktet Caligo och familjen praktfjärilar. Inga underarter finns listade i Catalogue of Life.